# Jean-Michel Monin
Pour les articles homonymes, voir Monin (homonymie).
Jean-Michel Monin, né le 7 septembre 1967 à Argenteuil, est un coureur cycliste français professionnel entre 1994 et 1997 dans les équipes Catavana-A.S. Corbeil-Essonnes et BigMat-Auber 93. Il s'illustre notamment dans les épreuves sur piste.
Depuis 2001, il est responsable sportif au sein du service compétition de Amaury Sport Organisation, dirigé par Thierry Gouvenou, responsable de tracer les étapes des épreuves cyclistes. Durant le Tour de France, il est régulateur, son rôle consiste à faire la circulation de tous les véhicules à l'intérieur de la course depuis une moto.

## Palmarès sur piste

### Jeux olympiques
- Atlanta 1996
  -  Champion olympique de poursuite par équipes (avec Christophe Capelle, Philippe Ermenault et Francis Moreau)

### Championnats du monde
- Manchester 1996
  -  Médaillé d'argent de la poursuite par équipes

### Championnats nationaux
- 5 fois champion de France de l'américaine
- 3 fois champion de France en poursuite par équipe.

### Autres compétitions
- Six Jours de Nouméa en 1994, avec Jean-Claude Colotti, et en 1997, avec Christian Pierron

## Palmarès sur route
- 1992
  - 3e étape du Tour du Loir-et-Cher
  - 1re étape des Deux Jours cyclistes de Machecoul
  - 3e du Tour d'Eure-et-Loir
  - 3e des Deux Jours cyclistes de Machecoul
- 1993
  - Boucles de Picquigny
- 1995
  - 3e du Circuit de l'Aisne